# Johanna St John
Johanna St John (1631 – 1705) angol kertész és gyógyfűkereskedő volt, és a neves parlamenti képviselő, Oliver St John legidősebb lánya. Végül feleségül vette egy távoli rokona, Sir Walter St John. St John élete során két receptkönyvet írt, amelyek kulináris, kozmetikai és gyógyászati recepteket tartalmaztak.  Valamint nagymamája volt az első Bolingbroke-i vikomtnak, Henry St Johnnak.

## Korai évek
St John apja Oliver St John, az egyik vezető parlamenti képviselő és Oliver Cromwell támogatója volt. Az angol polgárháború idején nevelkedett. Élete korai hónapjaiban édesanyja, Johanna Altham elhozta mostohaapja, Sir William Masham otthonába, az Essexi High Laver-ba. St John-t 1631. január 27-én keresztelték meg.  
1649-ben feleségül vette távoli unokatestvére, később tizenhárom gyermeke született. 

## A Lydiard-ház háziasszonya
A Lydiard Park egy 260 hektáros vidéki park Lydiard Tregoze-ban, közel négy mérföldnyire nyugatra Swindon központjától (Wiltshire, Anglia), amelyet később a Bolingbroke vikomtja, Johanna St John unokája birtokolt. Johanna St John és gondnoka, Thomas Hardyman közötti levélkészlet betekintést enged nyújtani arról, hogyan tanulta meg receptkönyveinek eltervezését, majd azt követő elkészítését. A Lydiard házban, nyári birtokán rengeteg hozzávaló és összetevő, beleértve élelmet, gyógynövényt és állatállományt szolgált számára nyersanyagforrásként, amelyeket felhasznált receptkönyvei elkészítéséhez.  Ezeknek az anyagoknak a St John általi felhasználása az ételtől a desztillált gyógyszerekig terjedt.  A levelekből az következik, hogy maga Johanna nem a recepteket készítette a Lydiard-házban, hanem "pontos részleteket adott a desztillátorok és gyógynövény gyűjtők egy csapatának", gyakran együttműködve más londoni receptkészítőkkel.  Azok az emberek, akikkel együttműködött, többek között Sir Edward Spencer, Lady Manchester és Lady Peterborough, akiknek mind volt ellenszere a fájó szemre, és Sr. Philip Warwick, akinek görcsoldásra volt meg a hatásos gyógymódja.

## Receptek

### Banister pora
Banister porának nincs egyértelmű rendeltetése vagy felhasználása. Habár az első három alkotóelem: az egyszarvú szarva, a bezoárkő és a szarvas szívcsontjai azonban azt jelzik, hogy a rendeltetésszerű használat a méreg által okozott tünetek kezelése volt. Ez a recept azért jelentős, mert megmutatja, hogy a korai modern időszakban miként fogadták el a mágia gondolatát gyógymódjaik kapcsán.  

### Kezek fehérré tétele
Míg St John receptjei többségükben a betegségek gyógyítására készültek, néhány recept azonban kozmetikai jellegű volt. A "Hogyan tegyük fehérré a kezeket" receptjében a gyógynövények és magvak főzetét használta fel kezei megtisztításához majd fehérré tételéhez. Ez fontos volt egy olyan státuszú nő számára, aki különféle előkelő partik házigazdája volt. 

## Fordítás
Ez a szócikk részben vagy egészben  a   Johanna St John című angol Wikipédia-szócikk ezen változatának fordításán alapul.  Az eredeti cikk szerkesztőit annak laptörténete sorolja fel. Ez a jelzés csupán a megfogalmazás eredetét és a szerzői jogokat jelzi, nem szolgál a cikkben szereplő információk forrásmegjelöléseként.